# Kelebek
Vanessa Skrypczak, conosciuta semplicemente come Kelebek (Albury, 29 maggio 1995), è una cantante australiana nota per aver partecipato alla quinta edizione del talent show The X Factor come membro del trio Third D3gree, posizionatosi quarto e per il singolo Bass Pumpin, che le ha permesso di raggiungere il successo e fatto vincere numerosissimi premi tra cui due categorie, Best Female Artist e Best Pop Song, ai Kool Skools Awards 2012.
Ha con esso pubblicato, in seguito ad un contratto con la Sony Music, il singolo Different Kind of Love, unico con la sua presenza. Nel 2014 l'ha infatti abbandonato per iniziare una carriera da solista e lanciando il singolo Chains, contenuto nell'omonimo EP. Sta attualmente lavorando in studio a del nuovo materiale, che come da lei confermato, ha intenzione di rilasciare nel corso del 2016.

## Biografia
Vanessa Skrypczak nasce ad Albury, in Australia, il 29 maggio 1995, da una famiglia di origini filippine e tedesche. All'età di sedici anni, nel 2011, inizia a partecipare a diversi concorsi locali con il nome d'arte "Nessa", che però cambia successivamente in Kelebek (che ha detto di aver scelto perché esso significa farfalla in turco). Nel corso dell'anno inizia a registrare in uno studio della città, incidendo dei brani inediti, e i suoi produttori scelgono Bass Pumpin come suo singolo di debutto. Viene pubblicato nel 2012, anno in cui ella partecipa ai provini di The X Factor per la prima volta, concorso che poi decide di abbandonare, non ritenendosi pronta. Nel 2013 carica sul suo canale YouTube le cover in studio dei brani I Cry di Flo Rida e Diamonds di Rihanna, con i suddetti videoclip. Nell'anno successivo diffonde, tramite il sito, anche una sua interpretazione di La La La, singolo di Naughty Boy e Sam Smith.
Fin dall'inizio della sua carriera, Kelebek ha sempre nutrito odio nei confronti del razzismo, dell'omofobia e della povertà. Ha infatti partecipato a diversi concerti di carità il cui prezzo del singolo biglietto veniva donato a senzatetto e bisognosi, tra cui il Dreamfields Festival Y-Fest del 2013, ed altri in supporto delle comunità multietniche, come il Mosaic Festival del 6 aprile 2014, che ha avuto luogo a Melbourne.

## Carriera

### 2011-2013: La nascita dei Third D3gree,The X Factor Australiae l'abbandono
A diciassette anni nel 2012 pubblica sul suo canale YouTube il videoclip del singolo di debutto Bass Pumpin, pubblicato per L'Undercover Project e proposto, nell'anno precedente, a numerosissimi concorsi. Con esso vince diversi premi nel Kool Skools 2012, che includono le categorie Best Female Artist e Best Pop Song. Il brano è contenuto nell'EP di debutto Chains, venduto come esclusiva di alcuni negozi digitali. Le copie fisiche sono state vendute invece soltanto in negozi situati ad Albury, Wodonga e Melbourne. Esso viene promozionato, agli stessi Kool Skools 2012, da un'esibizione di Bass Pumpin ed il remix del futuro omonimo singolo Chains, accompagnata dal disc jockey Pacifica.
Il 29 aprile effettua una live su Youtube accompagnata dal beatboxer australiano Genesis, che presenta la ragazza rappare e cantare brani già esistenti su basi strumentali da appunto lui create. Viene successivamente pubblicato ufficialmente, con il nome Sing, Rap & Beatbox. Fanno parte del medley canzoni anche filippine e coreane, ma maggiormente dei The Black Eyed Peas.
Nel 2013 si presenta alle audizioni del talent show australiano The X Factor con il brano Good Feeling di Flo Rida, riscuotendo quattro sì. Avanza nel programma con Jacinta Gulisano e Jordan Rodrigues, formando il gruppo Third D3gree e raggiunge le semifinali. La sua audizione ha raggiunto, attualmente, più di cinque milioni di visualizzazioni e le ha fruttato un notevole aumento di seguaci su Twitter, Instagram, Facebook e YouTube. 
Nello stesso anno pubblica con il gruppo il singolo Different Kind of Love, che riscontra un notevole successo e permette loro di raggiungere le classifiche, non solo australiane ma anche internazionali. Il brano avrebbe dovuto essere il "Winner's Single" (letteralmente singolo del vincitore) con cui esibirsi durante la serata finale e, nonostante la loro eliminazione, è stato ugualmente pubblicato.
I Third D3gree partecipano tra l'altro al The X Factor Live Tour 2013, tour annuale composto dai concorrenti esclusivamente dalla quinta alla prima posizione, dell'allora edizione appena conclusa del talent show. La loro scaletta presentava #thatPOWER, Different Kind of Love, Rack City (interludo appunto dalla breve durata inedito che usava per base strumentale il beatbox di Rodrigues e veniva interpretato esclusivamente da Kelebek), Dedication to My Ex (Miss That), Pump It e occasionalmente anche Till The World Ends e No Diggity.
Il 7 marzo la fondatrice del gruppo e loro ex-giudice, Natalie Bassingthwaighte, rivela su Twitter che Kelebek ha abbandonato il trio per continuare la sua carriera da solista. La donna ha tra l'altro reso noto il fatto che quel giorno la ragazza non aveva fatto sapere nulla riguardo alla sua uscita a Rodrigues e alla Gulisano, che hanno formato il duo The Clique. Riguardo al suo abbandono, Kelebek ha commentato affermando:

### 2014-in corso: L'inizio della carriera da solista e l'album di debutto
Il 3 gennaio 2014 prende parte ai White Water World, portando Good Feeling, Earthquake di Labrinth, Valerie di Amy Winehouse e Stay the Night di Zedd. Alcune parti di quest'ultima performance vengono stonata e la cantante viene quindi criticata dai media.
Apre, il 31 gennaio 2014 gli AACTA Awards 2014 insieme a Jacinta Gulisano e Prinnie Stevens con una loro versione del brano Lady Marmalade di Christina Aguilera, eseguita come tributo a Baz Lurhman, regista di Moulin Rouge!, film la quale colonna sonora contiene il precedente singolo, che ha vinto oltre sedici premi.
Si esibisce, il 6 aprile 2014 al Mosaic Festival, che ha avuto luogo a Melbourne con lo scopo di radunare gli abitanti multietnici della città, con il suo nuovo singolo, altri brani inediti, Good Feeling e Valerie. Questo è il primo dei suoi numerosi concerti facenti parte del suo primo tour da solista, avvenuto nelle Filippine al fianco degli artisti Genesis e Shavaun Marie e intitolato The Tour of the Philippines. Si è con essi presentata anche in diversi programmi e stazioni radiofoniche. Il 20 aprile effettua un concerto al The Jack in Cairns, dove canta anche le cover di Partition, singolo di Beyoncé e Where Is the Love? dei Black Eyed Peas.
La Skrypczak pubblica, il 31 agosto 2014, a distanza di due anni dall'uscita del suo EP, il singolo Chains, in esso contenuto, da lei scritto e prodotto con Sarah Marks. Il brano è stato promozionato da un video ufficiale il giorno del suo rilascio, caricato sul suo canale YouTube e diretto in un'unica grande stanza.
Il 13 giugno 2014 il giovanissimo cantante Frank Dixon pubblica il singolo Gold, in collaborazione con la ragazza. I due hanno cantato il brano, che ha tra l'altro vinto un premio agli ASA Youth Awards, in diverse occasioni. Gold era stato presentato per la prima volta il 25 gennaio in un Live Recording e il 1º giugno 2013 in un meeting, versione in cui però non era presente Kelebek e la base strumentale era più lenta e formata esclusivamente da una tastiera.
Nel 2015 carica sul suo profilo Facebook diversi sneak peek di brani inediti da lei scritti, che non vengono però più rilasciati. Successivamente la cantante ha rivelato di non volerli includere nel suo atteso album di debutto e di averli scartati, poiché ritenuti troppo "fatti in casa". Essi erano infatti stati registrati attraverso programmi del suo computer.
Il 1º gennaio 2016 annuncia, tramite un post di Facebook, di star lavorando a del nuovo materiale, prodotto per essere pubblicato nel corso dell'anno appena iniziato, aggiungendo anche un video contenente alcune parti di un brano inedito in registrazione in studio, con la frase "We can count to 4...", contenuta appunto in esso, nonché un possibile titolo. Il 7 febbraio carica sul suo profilo Facebook un altro sneak peek, che a differenza del primo presenta elementi dance e techno.

## Discografia

### Con Third D3gree
- 2013 - Different Kind of Love

### Da solista

#### EP
- 2012 - Chains

#### Singoli
- 2012 - Bass Pumpin
- 2014 - Chains

##### Collaborazioni
- 2014 - Gold (Frank Dixon)

## Tour
- 2013 - The X Factor Live Tour 2013
- 2014 - The Tour of the Philippines